# Ventilation assistée proportionnelle
 (mai 2025).
Si vous disposez d'ouvrages ou d'articles de référence ou si vous connaissez des sites web de qualité traitant du thème abordé ici, merci de compléter l'article en donnant les références utiles à sa vérifiabilité et en les liant à la section « Notes et références ».
La ventilation assistée proportionnelle est un mode de ventilation spontanée auto régulé basé sur la mesure par le respirateur du travail respiratoire du patient. Ce mode de ventilation est disponible sur les respirateurs Puritan Bennet 840 (ventilation invasive et non-invasive) et Respitronics Bipap Vision (ventilation non-invasive).

## Fonctionnement
La mesure par le respirateur du travail respiratoire est faite à partir des caractéristiques mécaniques du poumon (élastance pulmonaire et résistance) et de la mesure du débit généré par le patient. Ce calcul est fait plusieurs fois par seconde afin que l'aide inspiratoire évolue au cours d'une même inspiration de façon proportionnelle à l'effort du patient. L'effort respiratoire mesuré est amplifié par le respirateur selon de pourcentage du travail respiratoire total qu'il est programmé pour fournir.